# 고연무
고연무(高延武)는 고구려 말기의 군인으로 고구려 부흥 운동을 전개했던 인물이다. 보덕국에서는 대장군(大將軍) 태대형(太大兄)을 지냈다.

## 생애
668년 나·당연합군이 고구려를 정복하자, 670년 나당 전쟁에서 고연무는 고구려 유민을 이끌고 신라의 사찬(沙飡) 설오유(薛烏儒)와 함께 압록강을 건너 말갈군을 격퇴하였다. 그러나 곧 도착한 대규모 당군을 피해 퇴각하였다. 이후 신라 문무왕이 고구려 왕족인 안승을 보덕왕으로 임명하며 보덕국이 세워지자, 680년(문무왕 20년), 신라에 보덕국의 사신으로 가서 문무왕이 보덕국왕 안승에게 조카딸과의 혼인을 허락한 것에 감사의 표문을 전하기도 했다.
683년 신라가 보덕국을 남원경(南原京 : 전라북도 남원)으로 재편입한 후, 고연무의 삶에 대해선 알려진 바가 없다.

## 고연무가 등장하는 작품
- 《한국사기》(KBS, 2017년~2017년, 배우:김창박

## 같이 보기
- 문무왕
- 안승
- 보덕국
- 대문 (보덕국)
- 검모잠
- 고정문
- 나당 전쟁